# العلاقات المكسيكية الباربادوسية
العلاقات المكسيكية الباربادوسية هي العلاقات الثنائية التي تجمع بين المكسيك وباربادوس.

## مقارنة بين البلدين
هذه مقارنة عامة ومرجعية للدولتين:
| وجه المقارنة                                              | المكسيك                                                                               | باربادوس       |
| --------------------------------------------------------- | ------------------------------------------------------------------------------------- | -------------- |
| المساحة (كم2)                                             | 1.97 مليون                                                                            | 439            |
| عدد السكان (نسمة)                                         | 130.53 مليون                                                                          | 285.72 ألف     |
| الكثافة السكانية (ن./كم²)                                 | 66.26                                                                                 | 65.08 ألف      |
| العاصمة                                                   | مدينة مكسيكو                                                                          | بريدج تاون     |
| اللغة الرسمية                                             | اللغة الإسبانية                                                                       | لغة إنجليزية   |
| العملة                                                    | بيزو مكسيكي                                                                           | دولار بربادوسي |
| الناتج المحلي الإجمالي (بليون دولار)                      | 1.15 تريليون                                                                          | 4.80 مليار     |
| الناتج المحلي الإجمالي (تعادل القوة الشرائية) بليون دولار | 2.16 تريليون                                                                          | 4.66 مليار     |
| الناتج المحلي الإجمالي الاسمي للفرد دولار أمريكي          | 9.01 ألف                                                                              | 15.43 ألف      |
| الناتج المحلي الإجمالي للفرد دولار أمريكي                 | 17.32 ألف                                                                             | 16.06 ألف      |
| مؤشر التنمية البشرية                                      | 0.756                                                                                 | 0.795          |
| رمز المكالمات الدولي                                      | +52                                                                                   | +1246          |
| رمز الإنترنت                                              | .mx                                                                                   | .bb            |
| المنطقة الزمنية                                           | منطقة زمنية وسطى، المنطقة الزمنية الجبلية، زمن منطقة المحيط الهادئ، منطقة زمنية شرقية | 00             |

## منظمات دولية مشتركة
يشترك البلدان في عضوية مجموعة من المنظمات الدولية، منها:
| علم المنظمة | اسم المنظمة                                                          | تاريخ انضمام المكسيك | تاريخ انضمام باربادوس |
| ----------- | -------------------------------------------------------------------- | -------------------- | --------------------- |
|             | مؤسسة التنمية الدولية                                                | 24 أبريل 1961        | 29 سبتمبر 1999        |
|             | يونسكو                                                               | 4 نوفمبر 1946        | 24 أكتوبر 1968        |
|             | وكالة ضمان الاستثمار متعدد الأطراف                                   | 1 يوليو 2009         | 12 أبريل 1988         |
|             | الأمم المتحدة                                                        | 7 نوفمبر 1945        | 9 ديسمبر 1966         |
|             | وكالة حظر الأسلحة النووية في أمريكا اللاتينية ومنطقة البحر الكاريبي ‏ | ?                    | ?                     |
|             | الاتحاد البريدي العالمي                                              | ?                    | ?                     |
|             | البنك الدولي للإنشاء والتعمير                                        | 31 ديسمبر 1945       | 12 سبتمبر 1974        |
|             | بنك التنمية الكاريبي ‏                                                | ?                    | ?                     |
|             | الاتحاد الدولي للاتصالات                                             | 1 يوليو 1908         | 16 أغسطس 1967         |
|             | منظمة حظر الأسلحة الكيميائية                                         | ?                    | ?                     |
|             | مؤسسة التمويل الدولية                                                | 20 يوليو 1956        | 25 يونيو 1980         |
|             | منظمة التجارة العالمية                                               | 1995                 | ?                     |
|             | منظمة الشرطة الجنائية الدولية                                        | ?                    | ?                     |

## وصلات خارجية
- موقع وزارة الخارجية المكسيكية
- موقع وزارة الخارجية الباربادوسية